# بیلی استارک
بیلی استارک (انگلیسی: Billy Stark؛ زادهٔ ۱ دسامبر ۱۹۵۶) بازیکن سابق و مربی فوتبال اهل اسکاتلند است.
از باشگاه‌هایی که در آن بازی کرده است می‌توان به باشگاه فوتبال سلتیک، باشگاه فوتبال همیلتون آکادمیکال، باشگاه فوتبال کیلمارنوک، باشگاه فوتبال آبردین، و باشگاه فوتبال سنت میرن اشاره کرد.
وی همچنین در تیم ملی فوتبال زیر ۲۱ سال اسکاتلند بازی کرده است.